# Fidel V. Ramos
Fidel Valdez Ramos (født 18. marts 1928, død 31. juli 2022) var den 12. præsident i Filippinerne. Han efterfulgte Corazon Aquino og ledede landet indtil 1998, hvor han blev efterfulgt af Joseph Estrada. Han var den første og eneste (pr. 2007) ikke-Romersk-katolske præsident. 
Under Ferdinand Marcos' autoritære præsidentregime var Ramos leder af det kontor, der implementerede Marcos' undtagelsestilstand. I forbindelse med Folkets Magt Revolutionen i 1986 sprang Ramos af fra regeringen og var en nøglefigur i de civile demonstrationer, der tvang Marcos i eksil.
Den første halvdel af Ramos' seksårige periode var præget af hurtig økonomisk vækst og politisk stabilitet på trods af kommunistiske revolutionære, islamistiske separatister i Mindanao og den Asiatiske finansielle krise i 1997.